# Новолимарівська сільська рада
| Новолимарівська сільська рада — колишній орган місцевого самоврядування у Біловодському районі Луганської області з адміністративним центром у с. Новолимарівка. Історична дата утворення: в 1987 році. Водоймища на території, підпорядкованій даній раді: річка Деркул. Сільській раді підпорядковані населені пункти: - с. Новолимарівка - с. Крейдяне - с. Роздолля |

## Склад ради
Рада складається з 14 депутатів та голови.

### Керівний склад ради
| ПІБ                       | Основні відомості                                                         | Дата обрання | Дата звільнення |
| ------------------------- | ------------------------------------------------------------------------- | ------------ | --------------- |
| Молоток Віктор Вікторович | Сільський голова, 1964 року народження, освіта, член Партії регіонів      | 26.03.2006   | 31.10.2010      |
| Молоток Віктор Вікторович | Сільський голова, 1964 року народження, освіта вища, член Партії регіонів | 31.10.2010   | 09.08.2012      |
| Комишан Іван Миколайович  | Сільський голова, 1984 року народження, освіта вища, член Партії регіонів | 16.12.2012   |                 |

Примітка: таблиця складена за даними джерела